# Caffrowithius aethiopicus
Caffrowithius aethiopicus är en spindeldjursart som först beskrevs av Beier 1944.  Caffrowithius aethiopicus ingår i släktet Caffrowithius och familjen blindklokrypare. Inga underarter finns listade.